# Aznom Palladium
 (décembre 2023).
Si vous disposez d'ouvrages ou d'articles de référence ou si vous connaissez des sites web de qualité traitant du thème abordé ici, merci de compléter l'article en donnant les références utiles à sa vérifiabilité et en les liant à la section « Notes et références ».
L'Aznom Palladium est un SUV de luxe créé par la marque italienne Aznom Automotive. Elle est basée sur le RAM 1500 et est l’œuvre de Marcello Meregalli. Il s'agit du 3e modèle de la marque, les deux premiers étant l'Atulux et la SerpaS. Elle mesure 596 cm de longueur pour 197,1 cm de hauteur et 208,5 cm de largeur. Elle est produite à 10 exemplaires.